# Louis Léopold Robert
Louis Léopold Robert (La Chaux-de-Fonds, Neuchâtel, 13 de mayo de 1794 - Venecia, 20 de marzo de 1835) fue un pintor suizo pero dejó su lugar de nacimiento a los dieciséis años en dirección a París.
Nacido en una familia de artesanos protestantes franceses 7 días después del incendio que destruyó casi por completo el pueblo. Lleva una infancia feliz con un padre relojero. Después de su escolarización en Porrentruy (Jura) , fue aprendiz en Yverdon-les-Bains (Vaud). En 1810, se trasladó a París, donde se formó como grabador con la de Le Locle Charles Samuel Girardet . Se sabe que en 1812 en el taller Jacques-Louis David comenzó a pintar y en 1814, gana un segundo premio en Roma.
A la caída del Imperio, Neuchâtel se cede a Prusia y Leopold Robert pierde su nacionalidad francesa se queda fuera de concurso del gran premio de Roma donde estaba trabajando para el primer premio. Vuelve a La Chaux-de-Fonds donde abandonó el cincel para dedicarse a la pintura y pintó muchos retratos que acrecientan su reputación entre la burguesía Neuchâtel.
El destino, en la persona de Francis Roulet Mézerac, le rescata del aburrimiento y la tristeza. Su generoso mecenas le permitió continuar sus estudios de pintura en Roma. Una familia grande de burgueses le servirán como modelos y composiciones de escenas italianas que le valieron la admiración y una clientela de élite.
En 1825 , asistió al taller de Juliette Recamier, en su viaje por Nápoles. Incluso trabajó en una de ellas, la representación de las cuatro estaciones y los cuatro países más grandes de Italia en cuatro mesas para el Salón de pintura y escultura de París. Le retour du pèlerinage de la Madone de l'Arc es la primera composición y representa Nápoles y primavera, la mesa fue un gran éxito en el Salón de 1827 y fue comprado por el rey Luis Felipe I.
En 1829, regresó a Italia para visitar las Lagunas Pontinas donde se encuentra con Luis II de Holanda y su esposa Carlota Napoleona Bonaparte, de la que se enamora. Triunfa en París con L'Arrivée des moissonneurs dans les marais Pontins que le valió la Cruz de la Legión de Honor de la mano del rey en persona.
Después de diferentes trastornos, en 1832 marcha a los Estados Pontificios. Después pasó por Florencia donde sus esperanzas de conquistar a Charlotte Bonaparte se desvanecen. Posteriormente comenzaría su última composición monumental, la de la temporada de invierno ,  La partida de los pescadores del Adriático, inspirado en Victor Hugo y Alphonse de Lamartine.

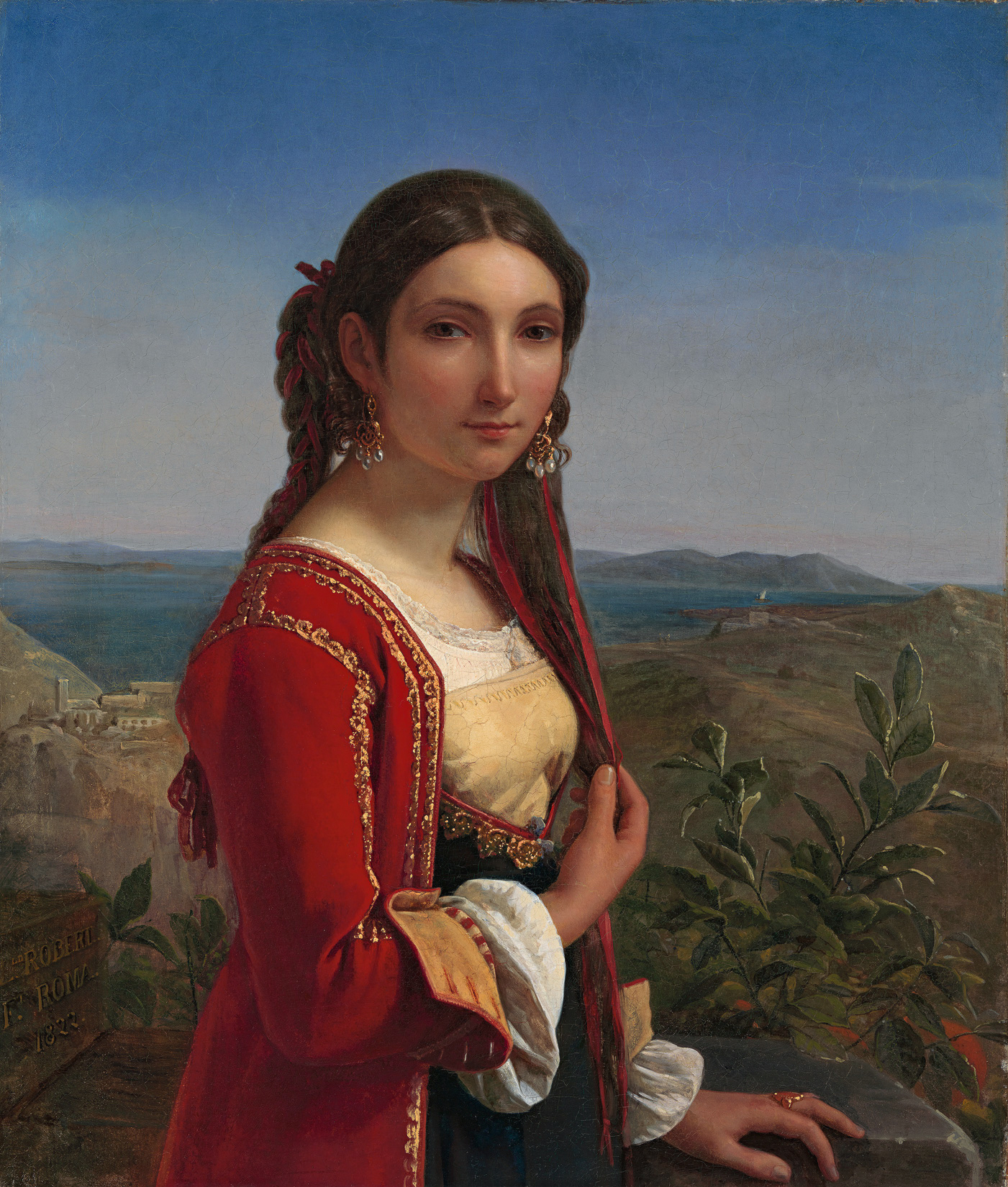
Retrato de una joven de Retuna (1822)

Cuando acaba esta pintura, se hunde en una profunda depresión y se corta la garganta en 1835 en un cuarto en el Palacio Santo Stefano Pisani. Fue el día del décimo aniversario de la muerte de su hermano menor, Albert, quien también se quitó la vida a causa de un amor no correspondido. Léopold Robert descansa en el cementerio de San Michele en Venecia.
Si sus obras han caído poco a poco en el olvido, aunque su ciudad natal bautizó su principal arteria con su nombre.